# Rubén Acosta (Fußballspieler)
Rubén Ademar Acosta Orrico (* 22. März 1968 in Montevideo) ist ein ehemaliger uruguayischer Fußballspieler. Der Stürmer gewann 1989 mit Nacional das Torneo Competencia und die Recopa Sudamericana.

## Karriere
Rubén Acosta, auch Poncho genannt, begann 1986 seine Karriere beim uruguayischen Klub Platense und wechselte 1988 zu Nacional, wo er das Torneo Competencia und die Recopa Sudamericana im Folgejahr gewinnen konnte. Im Laufe seiner Karriere spielte er für weitere uruguayische Vereine und war von 1996 bis 1998 in Chile für Deportes Antofagasta sowie den CD Palestino aktiv. 2003 beendete der Offensivakteur seine Profikarriere in seiner Heimat bei Deportivo Colonia.

## Erfolge
Nacional
- Torneo Competencia: 1989
- Recopa Sudamericana: 1989